# Colonia las Tinajas
Colonia las Tinajas är en ort i kommunen San José del Rincón i delstaten Mexiko i Mexiko. Samhället hade 103 invånare vid folkräkningen 2020.